# Liste des édifices labellisés « Architecture contemporaine remarquable » de l'Isère
Cet article recense les édifices labellisés « Architecture contemporaine remarquable » de l'Isère, en France.
Le label « Architecture contemporaine remarquable » remplace depuis 2016 l'ancien label « Patrimoine du XXe siècle ». Il ne prend en compte que des édifices de moins de 100 ans à la date de labellisation, et qui ne sont pas protégés comme monuments historiques.
Au début 2024, l'Isère compte 33 édifices ainsi labellisés.

## Liste
| Monument                                                                  | Commune                     | Adresse                                                                        | Coordonnées                      | Notice     | Date | Illustration                                                             |
| ------------------------------------------------------------------------- | --------------------------- | ------------------------------------------------------------------------------ | -------------------------------- | ---------- | ---- | ------------------------------------------------------------------------ |
| Bâtiment thermal Jules-Louis-Chardon                                      | Allevard                    | Les Thermes                                                                    | 45° 23′ 32″ nord, 6° 04′ 29″ est | ACR0000061 | 2011 | Bâtiment thermal Jules-Louis-Chardon                                     |
| Église du Saint-Esprit                                                    | Chamrousse                  | Taillefer                                                                      | 45° 07′ 32″ nord, 5° 54′ 08″ est | ACR0000062 | 2003 | Image manquante Téléverser                                               |
| Salle des fêtes (salle d'animation du caravaneige)                        | Chamrousse                  | 231 rue des Chardons-Bleus                                                     | 45° 07′ 32″ nord, 5° 54′ 08″ est | ACR0000063 | 2003 | Image manquante Téléverser                                               |
| Alpexpo                                                                   | Grenoble                    | 401 avenue d'Innsbruck                                                         | 45° 09′ 19″ nord, 5° 44′ 03″ est | ACR0000077 | 2003 | Alpexpo                                                                  |
| Bibliothèque municipale                                                   | Grenoble                    | Boulevard du Maréchal-Lyautey                                                  | 45° 11′ 07″ nord, 5° 43′ 50″ est | ACR0000064 | 2003 | Bibliothèque municipale                                                  |
| Cité de l'Abbaye                                                          | Grenoble                    | Avenue Jeanne-d'Arc                                                            | 45° 11′ 22″ nord, 5° 43′ 11″ est | ACR0000069 | 2003 | Cité de l'Abbaye                                                         |
| Cité de l'Arlequin                                                        | Grenoble                    | Avenue Marie-Reynoard                                                          | 45° 09′ 51″ nord, 5° 43′ 45″ est | ACR0000066 | 2003 | Cité de l'Arlequin                                                       |
| Cité de l'Île-Verte (tour Mont-Blanc, résidence Belledonne, tour Vercors) | Grenoble                    | 15 avenue Leclerc                                                              | 45° 11′ 34″ nord, 5° 44′ 14″ est | ACR0000067 | 2003 | Cité de l'Île-Verte(tour Mont-Blanc, résidence Belledonne, tour Vercors) |
| Conservatoire à rayonnement régional la Saulaie                           | Grenoble                    | 6 chemin de Gordes                                                             | 45° 11′ 32″ nord, 5° 43′ 39″ est | ACR0000070 | 2007 | Conservatoire à rayonnement régional la Saulaie                          |
| École nationale supérieure d'architecture                                 | Grenoble                    | 60 avenue de Constantine                                                       | 45° 09′ 38″ nord, 5° 44′ 01″ est | ACR0000071 | 2012 | École nationale supérieure d'architecture                                |
| Église Saint-Jean                                                         | Grenoble                    | Boulevard Joseph-Vallier                                                       | 45° 10′ 49″ nord, 5° 42′ 38″ est | ACR0000072 | 2003 | Église Saint-Jean                                                        |
| Hôtel de ville                                                            | Grenoble                    | 11 boulevard Jean-Pain                                                         | 45° 11′ 12″ nord, 5° 44′ 10″ est | ACR0000074 | 2003 | Hôtel de ville                                                           |
| Immeuble le Gymnase                                                       | Grenoble                    | 8-10 boulevard Gambetta                                                        | 45° 11′ 24″ nord, 5° 43′ 18″ est | ACR0000075 | 2003 | Immeuble le Gymnase                                                      |
| Immeuble Mercure                                                          | Grenoble                    | 26 rue du Colonel-Dumont Rue de l' Aigle                                       | 45° 10′ 53″ nord, 5° 43′ 10″ est | ACR0000065 | 2003 | Immeuble Mercure                                                         |
| Maison des étudiants                                                      | Grenoble                    | Place Pasteur Boulevard Maréchal-Joffre Rue du 4e-Régiment-du-Génie            | 45° 11′ 02″ nord, 5° 43′ 53″ est | ACR0000079 | 2003 | Image manquante Téléverser                                               |
| Marché d'intérêt national                                                 | Grenoble                    | 117-127 rue des Alliés                                                         | 45° 10′ 26″ nord, 5° 42′ 59″ est | ACR0000073 | 2003 | Marché d'intérêt national                                                |
| MC2                                                                       | Grenoble                    | 4 rue Paul-Claudel                                                             | 45° 10′ 20″ nord, 5° 44′ 01″ est | ACR0000076 | 2003 | MC2                                                                      |
| Palais des Sports Pierre-Mendès-France                                    | Grenoble                    | Parc Paul-Mistral                                                              | 45° 11′ 10″ nord, 5° 44′ 22″ est | ACR0000078 | 2003 | Palais des Sports Pierre-Mendès-France                                   |
| Quartier Condorcet                                                        | Grenoble                    | Rue Condorcet Rue de Turenne Rue Thiers Rue Charles-Testoud Rue Pierre-Arthaud | 45° 11′ 08″ nord, 5° 43′ 13″ est | ACR0000080 | 2003 | Image manquante Téléverser                                               |
| Résidence 2000                                                            | Grenoble                    | Avenue La Bruyère                                                              | 45° 11′ 07″ nord, 5° 42′ 44″ est | ACR0000068 | 2003 | Résidence 2000                                                           |
| Village olympique                                                         | Grenoble                    | Avenue Marie-Reynoard Avenue Edmond-Esmonin Rue Alfred-de-Musset               | 45° 09′ 51″ nord, 5° 43′ 45″ est | ACR0000081 | 2003 | Village olympique                                                        |
| Zone d'aménagement concerté des Buclos                                    | Meylan                      | 29-47 avenue du Vercors                                                        | 45° 12′ 18″ nord, 5° 46′ 09″ est | ACR0000084 | 2003 | Image manquante Téléverser                                               |
| Barrage du Chambon                                                        | Mizoën                      | Le Chambon                                                                     | 45° 02′ 59″ nord, 6° 08′ 29″ est | ACR0000085 | 2003 | Barrage du Chambon                                                       |
| Église Saint-Hugues                                                       | Pontcharra                  | Quai de l'Église                                                               | 45° 26′ 03″ nord, 6° 01′ 21″ est | ACR0000086 | 2003 | Image manquante Téléverser                                               |
| Mémorial Doyen Gosse                                                      | Saint-Ismier                | Rue Doyen-Gosse 90 route nationale                                             | 45° 15′ 20″ nord, 5° 50′ 24″ est | ACR0000088 | 2003 | Mémorial Doyen Gosse                                                     |
| Bibliothèque du campus universitaire de Saint-Martin-d'Hères              | Saint-Martin-d'Hères        | Rue de la Piscine                                                              | 45° 11′ 45″ nord, 5° 46′ 08″ est | ACR0000089 | 2003 | Bibliothèque du campus universitaire de Saint-Martin-d'Hères             |
| Tremplin olympique                                                        | Saint-Nizier-du-Moucherotte |                                                                                | 45° 10′ 57″ nord, 5° 38′ 05″ est | ACR0000090 | 2003 | Tremplin olympique                                                       |
| Centre de loisirs du balcon de Belledonne, la Baleine                     | Sainte-Marie-du-Mont        | Saint-Georges                                                                  | 45° 25′ 07″ nord, 5° 57′ 26″ est | ACR0000087 | 2003 | Image manquante Téléverser                                               |
| Cimetière de la Falaise                                                   | Sassenage                   | Rue de Trefforine                                                              | 45° 11′ 52″ nord, 5° 39′ 55″ est | ACR0000091 | 2003 | Image manquante Téléverser                                               |
| Église Notre-Dame-du-Rosaire                                              | La Tronche                  | Rue Jean-de-La-Fontaine                                                        | 45° 12′ 11″ nord, 5° 45′ 10″ est | ACR0000082 | 2003 | Image manquante Téléverser                                               |
| Centre hospitalier Lucien-Hussel                                          | Vienne                      | Montée du Docteur-Chapuis                                                      | 45° 32′ 03″ nord, 4° 52′ 35″ est | ACR0000092 | 2003 | Centre hospitalier Lucien-Hussel                                         |
| Petit séminaire du Sacré-Cœur                                             | Voreppe                     | 387 avenue Stalingrad                                                          | 45° 17′ 41″ nord, 5° 38′ 01″ est | ACR0000093 | 2003 | Petit séminaire du Sacré-Cœur                                            |
| Externat Sainte-Marie                                                     | La Verpillière              |                                                                                | 45° 37′ 45″ nord, 5° 09′ 04″ est | ACR0000083 | 2007 | Image manquante Téléverser                                               |